# L'amor mio non muore!
L'amor mio non muore! è un film del 1938 diretto da Giuseppe Amato, al debutto come regista.

## La trama
Storia di un giovane, Lorenzo, che innamoratosi della figlia di un ricco uomo d'affari, viene da questo respinto nella sua richiesta di sposare la ragazza.
Per Lorenzo non rimane altro che trasferirsi in America, per dimenticare la delusione, tornato in Italia, dopo essersi arricchito, va alla ricerca dell'antico amore.
Incontra una sera una signora sfiorita e tormentata dal dolore e dagli stenti e dal fallito matrimonio, riconosce la sua fidanzata di un tempo, deluso dalla realtà, Lorenzo partirà per sempre, portando con sé gli antichi ricordi della gioventù.

## Produzione
Prodotto e diretto da Giuseppe Amato, venne girato a Cinecittà nella primavera del 1938

## Distribuzione
Il film venne distribuito nelle sale cinematografiche italiane nel dicembre del 1938.

## La critica
Sandro De Feo sul Messaggero del 15 novembre 1938 "L'amor mio non muore, appartiene a quel genere ironico crepuscolare con una vena grottescamente intimista che i De Filippo e specialmente Eduardo sembrano prodiligere.."
Gherardo Gherardi nelle pagine di Film del 19 novembre 1938 «I punti positivi di questo film sono la presenza di tre grandi attori i fratelli De Filippo e una giovane di grande talento Alida Valli, una buona fotografia e qualche sequenza intelligente. Non alludiamo a qualche sequenza surrealistica, simbolica, teosofica che alla conclusione nel secondo tempo minaccia di portare il film verso una astrazione che non si sostiene nemmeno con l'impiego di inquadrature storte..»